# USS Remora (SS-487)
USS Remora (SS-487) là một  tàu ngầm lớp Tench được Hải quân Hoa Kỳ chế tạo vào giai đoạn cuối Chiến tranh Thế giới thứ hai. Nó là chiếc tàu chiến duy nhất của Hải quân Hoa Kỳ được đặt cái tên này, theo tên loài cá ép. Nhập biên chế năm 1945, nó hoàn tất quá trễ để có thể phục vụ trong Thế Chiến II, nhưng đã phục vụ trong giai đoạn Chiến tranh Lạnh và Chiến tranh Triều Tiên. Nó lần lượt được hiện đại hóa trong khuôn khổ các dự án GUPPY II vào năm 1947 và GUPPY III vào năm 1961. Con tàu được chuyển cho Hy Lạp vào ngày 29 tháng 10, 1973 và đổi tên thành Katsonis (S-115), được đặt theo tên vị hạm trưởng Hy Lạp Lambros Katsonis (1752-1805). Chiếc tàu ngầm cuối cùng xuất biên chế vào ngày 31 tháng 3, 1993 và bị tháo dỡ sau đó.

## Thiết kế và chế tạo

### Thiết kế
Lớp tàu ngầm Tench là sự cải tiến tiếp theo của các lớp tàu ngầm hạm đội   Balao và   Gato, vốn đã chứng minh thành công trong hoạt động chống Nhật Bản tại Mặt trận Thái Bình Dương. Lớp tàu này, tích lũy những kinh nghiệm trong giai đoạn đầu của cuộc xung đột, là lớp tàu ngầm cuối cùng được Hải quân Hoa Kỳ chế tạo trong chiến tranh.
Những chiếc lớp Tench có chiều dài 311 ft 9 in (95,02 m), mạn tàu rộng 27 ft 4 in (8,33 m) và mớn nước tối đa 17 ft (5,2 m), có trọng lượng choán nước 1.570 tấn Anh (1.600 t) khi nổi và 2.414 tấn Anh (2.453 t) khi lặn. Chúng trang bị bốn động cơ diesel Fairbanks-Morse 38D8-⅛ 10-xy lanh chuyển động đối xứng, dẫn động máy phát điện để cung cấp điện năng cho hai động cơ điện, đạt được công suất 5.400 shp (4.000 kW) cho phép di chuyển với tốc độ tối đa 20,25 hải lý trên giờ (37,50 km/h) khi nổi. Khi hoạt động ngầm dưới nước, chúng được cung cấp điện từ hai dàn ắc-quy Sargo 126-cell để vận hành hai động cơ điện Elliott lõi kép tốc độ chậm, có công suất 2.740 shp (2.040 kW) và đạt tốc độ tối đa 8,75 kn (16,21 km/h). Tầm xa hoạt động là 16.000 hải lý (30.000 km) khi đi trên mặt nước ở tốc độ 10 kn (19 km/h) và có thể hoạt động kéo dài đến 75 ngày; tuy nhiên khả năng hoạt động ngầm bị giới hạn bởi dung lượng điện ắc-quy, sẽ cạn trong 48 giờ khi di chuyển với tốc độ 2 kn (3,7 km/h). Chiếc tàu ngầm mang theo tiếp liệu đủ cho mười sĩ quan và 71 thủy thủ trong 75 ngày.
Lớp Tench được trang bị mười ống phóng ngư lôi 21 in (530 mm), gồm sáu ống trước mũi và bốn ống phía đuôi tàu, và mang theo tổng cộng 28 quả ngư lôi. Vũ khí trên boong tàu gồm một hải pháo 5 inch/25 caliber, một khẩu pháo phòng không Bofors 40 mm nòng đơn và một khẩu đội Oerlikon 20 mm nòng đôi, kèm theo hai súng máy .50 caliber.

### Chế tạo
Remora được đặt lườn tại Xưởng hải quân Portsmouth ở  Kittery, Maine vào ngày 5 tháng 3, 1945. Nó được hạ thủy vào ngày 12 tháng 7, 1945, được đỡ đầu bởi bà T. W. Samuels III, và được cho nhập biên chế cùng Hải quân Hoa Kỳ vào ngày 3 tháng 1, 1946 dưới quyền chỉ huy của Hạm trưởng, Trung tá Hải quân Robert Sellars.

## Lịch sử hoạt động

### USSRemora
Sau khi hoàn tất việc chạy thử máy tại vùng biển Caribe vào tháng 4, 1946, Remora hoạt động từ Căn cứ Tàu ngầm Hải quân tại New London, Connecticut như một tàu ngầm huấn luyện cho đến tháng 1, 1947. Nó được điều sang khu vực Thái Bình Dương, băng qua kênh đào Panama và đi đến Xưởng hải quân Mare Island ở Vallejo, California vào ngày 14 tháng 2. Tại đây nó được hiện đại hóa trong khuôn khổ dự án GUPPY II. Con tàu hoàn tất việc chạy thử máy vào đầu tháng 11, rồi đi đến cảng nhà mới tại San Diego, California vào ngày 22 tháng 2, 1948.
Trong hai năm tiếp theo, Remora tiếp tục hoạt động tại khu vực Đông Thái Bình Dương, chủ yếu ngoài khơi California, nhưng vào mùa Hè và mùa Thu năm 1948 đã mở rộng phạm vi hoạt động đến tận khu vực quần đảo Aleut. Nó lên đường vào ngày 1 tháng 5, 1950 cho lượt phục vụ đầu tiên tại Viễn Đông, đi đến Sasebo, Nhật Bản vào ngày 8 tháng 6 rồi chuyển đến Yokosuka vào ngày 11 tháng 6. Tại đây chiếc tàu ngầm thực hành huấn luyện chống tàu ngầm cùng Lực lượng Hải quân Viễn Đông Hoa Kỳ.
Khi cuộc Chiến tranh Triều Tiên bùng nổ chỉ hai tuần sau đó, trong thành phần Lực lượng Đặc nhiệm 96, Remora tuần tra trong eo biển Sōya giữa Hokkaidō và Sakhalin vào cuối tháng 7 và đầu tháng 8 trước khi quay trở về San Diego. Trong hai năm tiếp theo, nó được đại tu, rồi phục vụ huấn luyện tại Monterey, California, và thực hành tại chỗ. Con tàu lại lên đường đi sang khu vực Tây Thái Bình Dương vào đầu năm 1953, đi đến vịnh Buckner, Okinawa vào ngày 15 tháng 3, rồi đi đến Nhật Bản vào tháng 4 để hoạt động cùng Lực lượng Đặc nhiệm 96. Nó quay trở lại vùng biển Okinawa vào tháng 6 để tuần tra và huấn luyện. Nó quay trở lại Yokosuka, rồi lên đường vào ngày 2 tháng 7 để quay trở về Hoa Kỳ, về đến San Diego vào ngày 3 tháng 8.
Sau khi xung đột tại bán đảo Triều Tiên kết thúc, Remora tiếp tục đặt căn cứ tại San Diego trong suốt một thập niên tiếp theo, luân phiên các hoạt động thực hành huấn luyện dọc theo vùng bờ Tây và vùng biển quần đảo Hawaii với những chuyến tuần tra tại khu vực Tây Thái Bình Dương. Vào mùa Xuân năm 1958, nó tham gia cuộc tập trận ngoài khơi Alaska. Đến tháng 11, 1961, chiếc tàu ngầm được điều sang Trân Châu Cảng, và vào năm 1962 con tàu lại trải qua một đợt hiện đại hóa trong khuôn khổ dự án GUPPY III, kéo dài mất bảy tháng. Thân tàu được kéo dài thêm 15 ft (4,6 m) và tháp chỉ huy cao hơn 5 ft (1,5 m). Sang năm 1963, nó tham gia thử nghiệm đánh giá thiết bị sonar chống tàu ngầm tại vùng biển Hawaii, rồi đến tháng 5, 1964 lại có một lượt biệt phái sang hoạt động tại Viễn Đông.
Vào tháng 7, 1969, Remora được điều sang vùng bờ Đông, đặt cảng nhà tại Charleston, South Carolina. Nó hoạt động thực hành huấn luyện dọc bờ biển Đại Tây Dương, trong vịnh Mexico và tại vùng biển Caribe từ căn cứ này, và đã có một lượt phục vụ tại Địa Trung Hải từ ngày 16 tháng 2 đến ngày 26 tháng 6, 1970. Remora được cho xuất biên chế tại Charleston đồng thời rút tên khỏi danh sách Đăng bạ Hải quân Hoa Kỳ vào ngày 29 tháng 10, 1973.

### Katsonis(S-115)
Chiếc tàu ngầm được bán cho Hy Lạp, và phục vụ cùng Hải quân Hy Lạp như là chiếc Katsonis (S-115), tên được đặt theo Đại tá Lambros Katsonis (1752-1805) một hạm trưởng Hy Lạp từng phục vụ cùng Hải quân Đế quốc Nga. Con tàu ngừng hoạt động và xuất biên chế vào ngày 31 tháng 3, 1993, rồi cuối cùng bị tháo dỡ tại Izmir, Thổ Nhĩ Kỳ.